# Kiril Georgiev
Kiril Georgiev (Petrič, 28 novembre 1965) è uno scacchista macedone di origine bulgara.

## Biografia
Si impose all'attenzione vincendo a Belfort nel 1983 il Campionato del mondo juniores (under-20). Due anni dopo conquistò il titolo di Grande Maestro. Raggiunse il massimo rating Elo nel luglio del 2001, con 2695 punti. Ha vinto per sette volte il Campionato bulgaro di scacchi (1984, 1986, 1989, 2013, 2014, 2015, 2023). Kiril Georgiev ha partecipato a 13 olimpiadi degli scacchi dal 1984 al 2008, 12 volte per la Bulgaria e nel 2002 eccezionalmente per la Macedonia del Nord, quasi sempre in prima o seconda scacchiera.
Tra i principali risultati di torneo:
- 1º a Sarajevo 1986
- 1º a San Bernardino 1988
- 1º a Burgas 1992, davanti tra gli altri a Veselin Topalov
- 1º allo zonale di Budapest 1993 (davanti a Judit Polgár e Ľubomír Ftáčnik)
- pari 1º a Burgas 1995 con Topalov
- 1º a Belgrado 2000 (davanti a Beljavs'kyj e Andersson)
- 1º a Sarajevo 2001 (Cat. 16)
- 1º a Bad Wörishofen 2002
- pari 1º al Gibtelcom Masters di Gibilterra nel 2005 (con Aronyan, Širov e Sutovskij)
- 1º a Gibilterra 2006 con 8,5/10, davanti a Short, Sutovskij, Hakobyan e Bologan

Nel 2006 ottenne la medaglia di bronzo al campionato europeo individuale, dietro a Zdenko Kožul e Vasyl' Ivančuk e nel prestigioso Aeroflot Open di Mosca terminò a solo mezzo punto dai vincitori. Georgiev ha battuto a Sofia nel 2009 il record mondiale di partite simultanee, giocando contemporaneamente contro 360 avversari, col risultato di 284 vinte, 70 patte e 6 perse (88 %). Era necessaria una percentuale di vittorie dell'80 %, quindi il record è stato convalidato.
Ha vinto 5 edizioni del Campionato italiano di scacchi a squadre con la squadra "Obiettivo Risarcimento Padova", nel 2009 (in prima scacchiera) poi nel 2010, 2012, 2013 e 2014. Ha raggiunto il proprio record di punti elo nel luglio 2001 con 2695 punti, giocatore numero 16 al mondo e secondo in Bulgaria dietro Veselin Topalov.